# Nowobieriezanskij
Nowobieriezanskij (ros. Новоберезанский) – osiedle w Rosji, w Kraju Krasnodarskim, w rejonie korienowskim. W 2010 liczyło 2532 mieszkańców.